# Anhalt-Köthen
Anhalt-Köthen var et fyrstedømme og fra 1806 et hertugdømme) i det centrale Tyskland som existerede under dette navn fra 1382–1847, med en pause 1552 til 1603, hvor fyrstedømmet var en del af Anhalt-Dessau. Hovedstaden var Köthen. Fra 1847 til 1863 hørte det under Anhalt-Bernburg og blev så en del af hertugdømmet Anhalt .
Anhalt-Köthen indgik i det Tyske rige i 1918. Anhalt-Köthen er i dag en del af delstaten Sachsen-Anhalt.

## Fyrster af Anhalt-Köthen 1396–1561
- Albert III 1396–1423
- Adolph 1423–73, with
  - Waldemar IV 1423–35
- Waldemar VI 1471–1508, with
  - Albert IV 1473–75
- Wolfgang 1508–52

Til Anhalt-Dessau 1552.

## Fyrster af Anhalt-Köthen 1603–1807
- Ludvig 1. 1603–49
- Vilhelm Ludvig 1649–65
- Lebrecht 1665–69
- Emmanuel 1669–70
- Emmanuel Leberecht 1671–1704
- Leopold 1704–28
- August Ludvig 1728–55
- Karl Georg Lebrecht 1755–89
- August Christian Frederik 1789–07

Hertugdømme fra 1807.

## Hertuger af Anhalt-Köthen 1807-1847
- August Christian Frederik 1807–12
- Ludvig August 1812–18
- Frederik Ferdinand 1818–30
- Henrik 1830–47

Til Anhalt-Dessau 1847.
51°45′00″N 11°58′00″Ø / 51.75°N 11.966667°Ø